# Sulak, Fındıklı
Sulak là một xã thuộc huyện Fındıklı, tỉnh Rize, Thổ Nhĩ Kỳ. Dân số thời điểm năm 2010 là 296 người.